# Edmund Collins
Edmund John Patrick Collins MSC (ur. 22 marca 1931 w Braidwood, zm. 8 sierpnia 2014) – australijski duchowny rzymskokatolicki, członek zgromadzenia Misjonarzy Najświętszego Serca Jezusowego, w latach 1986-2007 biskup diecezjalny Darwin.

## Życiorys
Święcenia kapłańskie przyjął 20 lipca 1963 roku, w wieku 32 lat. Udzielił ich mu kardynał Norman Thomas Gilroy, ówczesny arcybiskup metropolita Sydney. 28 kwietnia 1986 papież Jan Paweł II mianował go biskupem Darwin. Sakry udzielił mu 3 lipca 1986 Leonard Faulkner, ówczesny arcybiskup metropolita Adelajdy. W marcu 2006 bp Collins osiągnął biskupi wiek emerytalny (75 lat) i zgodnie z prawem kanonicznym złożył rezygnację. Papież Benedykt XVI przedłużył jego posługę o ponad rok, odwołując go dopiero z dniem 3 lipca 2007. Od tego czasu pozostawał biskupem seniorem diecezji. 